# Shannonomyia (Shannonomyia) selkirkiana
Shannonomyia (Shannonomyia) selkirkiana is een tweevleugelige uit de familie steltmuggen (Limoniidae). De soort komt voor in het Neotropisch gebied.